# Libanons riksvapen
Libanons riksvapen har samma emblem som Libanons flagga.